# 瀬下幸治
瀬下 幸治（、1961年〈昭和36年〉 - ）は日本の美術監督。東京都出身。

## 経歴
育野重一に師事し、1984年に映画『零戦燃ゆ』で美術助手として活動を開始。2000年に『ゴジラ×メガギラス G消滅作戦』で美術デザイナーに昇進。
『ゴジラ FINAL WARS』（2004年）では、体調を崩し入院したが、クランクアップ前に復帰した。

## 受賞歴
- 第33回日本アカデミー賞 優秀美術賞（『ゼロの焦点』）[3][5]
- 第44回日本アカデミー賞 最優秀美術賞（『Fukushima 50』）[6]
- 第47回日本アカデミー賞 優秀美術賞（『首』）[7]

## 代表作

### テレビ
| 期間                   | 番組名             | 題名         | 制作（放送局）        | 役職     |
| ---------------------- | ------------------ | ------------ | --------------------- | -------- |
| 2002年1月11日 - 2月8日 | 金曜時代劇         | 逃亡         | NHK                   |          |
| 2002年9月21日          | ゴールデンシアター | 黒い十人の女 | フジテレビ 共同テレビ | 美術助手 |

### 映画
| 公開年             | 公開年   | 作品名                                    | 制作（配給） | 役職     |
| ------------------ | -------- | ----------------------------------------- | --- | -------- |
| 1984年（昭和59年） | 8月11日  | 零戦燃ゆ                                  | - 東宝映画 - （東宝） | 美術助手 |
| 1984年（昭和59年） | 12月15日 | ゴジラ                                    | - 東宝映画 - （東宝） | 美術助手 |
| 1985年（昭和60年） | 12月21日 | 雪の断章 -情熱-                           | - 東宝映画 - （東宝） | 美術助手 |
| 1987年（昭和62年） | 8月1日   | ハチ公物語                                | - 松竹 - （松竹富士） | 美術助手 |
| 1988年（昭和63年） | 6月25日  | 敦煌                                      | - 大映 - 電通 - （東宝） | 美術助手 |
| 1989年（平成元年） | 4月15日  | YAWARA!                                   | - 東宝映画 - マイカル - （東宝） | 美術助手 |
| 1990年（平成2年）  | 6月23日  | 天と地と                                  | - 角川春樹事務所 - （東映） | 美術助手 |
| 1993年（平成5年）  | 4月17日  | まあだだよ                                | - 大映 - 電通 - 黒澤プロダクション - （東宝） | 美術助手 |
| 1993年（平成5年）  | 5月15日  | 極東黒社会                                | - 東映 | 美術助手 |
| 1995年（平成7年）  | 4月22日  | マークスの山                              | - 松竹 - アミューズ - 丸紅 | 美術助手 |
| 1996年（平成8年）  | 9月14日  | あぶない刑事リターンズ                    | - 日本テレビ - 東映 | 美術助手 |
| 1997年（平成9年）  | 9月27日  | マルタイの女                              | - 伊丹プロ - （東宝） | 美術助手 |
| 1998年（平成10年） | 6月6日   | 絆 -きずな-                               | - 東宝映画 - （東宝） | 美術助手 |
| 1999年（平成11年） | 6月5日   | 催眠                                      | - 東宝 - TBS - （東宝） | 美術助手 |
| 1999年（平成11年） | 12月11日 | ゴジラ2000 ミレニアム                     | - 東宝映画 - （東宝） |          |
| 2000年（平成12年） | 8月19日  | ホワイトアウト                            | - フジテレビ - 電通 - 日本ビクター - アイ・エヌ・ビー - デスティニー - 日本ヘラルド映画 - （東宝）                                                           |          |
| 2000年（平成12年） | 12月16日 | ゴジラ×メガギラス G消滅作戦               | - 東宝映画 - （東宝） | 美術     |
| 2001年（平成13年） | 12月15日 | ゴジラ・モスラ・キングギドラ 大怪獣総攻撃 | - 東宝映画 - （東宝） | 美術助手 |
| 2002年（平成14年） | 12月14日 | ゴジラ×メカゴジラ                         | - 東宝映画 - （東宝） | 美術     |
| 2003年（平成15年） | 12月13日 | ゴジラ×モスラ×メカゴジラ 東京SOS          | - 東宝映画 - （東宝） | 美術     |
| 2004年（平成16年） | 12月4日  | ゴジラ FINAL WARS                         | - 東宝映画 - （東宝） | 美術     |
| 2006年（平成18年） | 2月25日  | 県庁の星                                  | - 小学館 - フジテレビ - 共同テレビ - アイ・エヌ・ピー - 博報堂DYメディアパートナーズ - スターダストピクチャーズ - （東宝）                                   | 美術     |
| 2006年（平成18年） | 3月18日  | 子ぎつねヘレン                            | - 松竹 - テレビ東京 - 三井物産 - 日本出版販売 - スターダストピクチャーズ - コア - 共同テレビ - Yahoo! JAPAN - 衛星劇場                                       | 美術     |
| 2006年（平成18年） | 11月18日 | 椿山課長の七日間                          | - 松竹 - テレビ東京 - テレビ大阪 - テレビ愛知 - TVQ九州放送 - 共同テレビ - ビーワイルド - スタイルジャム - ビッグショット - 朝日新聞 - 東京都ASA連合会 - AHS | 美術     |
| 2007年（平成19年） | 5月12日  | 眉山                                      | - 幻冬舎 - フジテレビ - 関西テレビ - 博報堂DYメディアパートナーズ - PPM - C&Iエンタテインメント - 東宝映画 - （東宝）                                        | 美術     |
| 2008年（平成20年） | 11月15日 | ハッピーフライト                          | - フジテレビ - アルタミラピクチャーズ - 電通 - 東宝 | 美術     |
| 2008年（平成20年） | 12月13日 | 空へ-救いの翼 RESCUE WINGS-               | - 角川映画 - ファーストピクチャーズ - 北日本海事 - ヴィジョンウエスト - アミューズソフトエンタテインメント - 産経新聞                                        | 美術     |
| 2009年（平成21年） | 11月14日 | ゼロの焦点                                | 「ゼロの焦点」製作委員会 （東宝） | 美術     |
| 2014年（平成26年） | 5月31日  | 瀬戸内海賊物語                            | 松竹 | 美術     |
| 2020年（令和2年）  | 3月6日   | Fukushima 50                              | - 松竹 - KADOKAWA | 美術     |